# هاري دنيس
هاري دنيس (بالإنجليزية: Harry Dennis)‏ (1 يناير 1903 في المملكة المتحدة - ) هو لاعب كرة قدم بريطاني في مركز الوسط. لعب مع نادي ساوثيند يونايتد وهدرسفيلد تاون وغرانتهام تاون ‏ وNewark Town F.C. ‏.